# Хамирпур (округ, Уттар-Прадеш)
Хамирпур (англ. Hamirpur) — округ в индийском штате Уттар-Прадеш. Административный центр — город Хамирпур. Площадь округа — 4325 км². По данным всеиндийской переписи 2001 года население округа составляло 1 043 724 человека. Уровень грамотности взрослого населения составлял 57,38 %, что ниже среднеиндийского уровня (59,5 %).